# Maddalena Calia
Maddalena Calia (ur. 26 sierpnia 1958 w Luli) – włoska polityk, prawniczka, samorządowiec, w latach 2008–2009 deputowana do Parlamentu Europejskiego.

## Życiorys
Ukończyła studia prawnicze na Uniwersytecie w Cagliari, praktykowała następnie jako adwokat. Była również urzędnikiem miejskim w Luli, następnie pracowała na kierowniczych stanowiskach w administracji regionalnej. Od 2002 do 2007 pełniła funkcję burmistrza Luli, później pozostała radną miejską. Obejmowała kierownicze funkcje w organizacjach samorządowych.
W 2008 objęła wakujący (po rezygnacji ze strony Giuseppe Castiglione) mandat posłanki do Europarlamentu. Jako przedstawicielka Forza Italia zasiadała we frakcji Europejskiej Partii Ludowej – Europejskich Demokratów, a także m.in. w Komisji Wolności Obywatelskich, Sprawiedliwości i Spraw Wewnętrznych. Była pierwszą przedstawicielką Sardynii w PE. W 2009 bez powodzenia z ramienia Ludu Wolności ubiegała się o reelekcję. W 2014 dołączyła do Nowej Centroprawicy. Później związała się z reaktywowaną formacją Forza Italia.